# Phare de Punta Frouxeira
Le phare de Punta Frouxeira est un phare situé sur Punta Frouxeiradans la paroisse civile de Meirás de la commune de Valdoviño, dans la province de La Corogne (Galice en Espagne).
Il est géré par l'autorité portuaire de Ferrol.
Identifiant : ARLHS : SPA101 ; ES-03210 - Amirauté : D1690 - NGA : 2458.
|          |
| Le phare |

|                 |
| Punta Frouxeira |

### Lien connexe
- Liste des phares d'Espagne